# Club Voleibol Calvo Sotelo
Le Club Voleibol Calvo Sotelo est un club de volley-ball espagnol fondé en 1977, basé à Las Palmas de Gran Canaria, n'évoluant plus au haut niveau national.

## Historique
- 1984 : accession à la Superliga
- 1990 : première participation à une compétitione européenne

## Palmarès
- Championnat d'Espagne : 1990, 1991, 1992, 1993, 1994
- Coupe d'Espagne : 1989, 1991, 1992, 1993, 1996, 1997
- Supercoupe d'Espagne : 1996, 1997